# Cabinet Lubbers III
Pour les articles homonymes, voir Cabinet Lubbers.
 (septembre 2023).
Si vous disposez d'ouvrages ou d'articles de référence ou si vous connaissez des sites web de qualité traitant du thème abordé ici, merci de compléter l'article en donnant les références utiles à sa vérifiabilité et en les liant à la section « Notes et références ».
Royaume des Pays-Bas
Lubbers II Kok I
Le cabinet Lubbers III (en néerlandais : Kabinet-Lubbers III) est le gouvernement du Royaume des Pays-Bas entre le 7 novembre 1989 et le 22 août 1994, durant la vingt-neuvième législature de la Seconde Chambre des États généraux.

## Coalition et historique
Dirigé par le Premier ministre chrétien-démocrate sortant Ruud Lubbers, ce gouvernement est constitué et soutenu par une « grande coalition » entre l'Appel démocrate-chrétien (CDA) et le Parti travailliste (PvdA). Ensemble, ils disposent de 103 représentants sur 150, soit 68,6 % des sièges de la Seconde Chambre.
Il est formé à la suite des élections législatives anticipées du 6 septembre 1989, et succède au cabinet Lubbers II, constitué et soutenu par une coalition de centre droit entre le CDA et le Parti populaire libéral et démocrate (VVD). Les libéraux, opposés au financement du plan national pour l'environnement par une hausse du prix des carburants, décident de rompre l'alliance au pouvoir depuis novembre 1982. Lors du scrutin, les deux partenaires du gouvernement sortant obtiennent une très courte majorité absolue de 76 sièges. Les chrétiens-démocrates se tournent alors vers les travaillistes, dans l'opposition depuis mai 1982.
Les élections législatives du 3 mai 1994 sont un désastre pour la grande coalition. Le CDA perdant 20 sièges et le PvdA 12, l'alliance au pouvoir n'est même plus majoritaire à la seconde Chambre. Profitant de la forte poussée du VVD et des Démocrates 66 (D66), le vice-Premier ministre Wim Kok négocie avec succès, renverse la majorité parlementaire au centre gauche et constitue son premier cabinet.

## Composition

### Initiale (7 novembre 1989)
- Les nouveaux ministres sont indiqués en gras, ceux ayant changé d'attribution en italique.

| Poste                                                                      | Titulaire | Titulaire                                                                                        | Parti |
| -------------------------------------------------------------------------- | --------- | ------------------------------------------------------------------------------------------------ | ----- |
| Premier ministre Ministre des Affaires générales                           |           | Ruud Lubbers                                                                                     | CDA   |
| Vice-Premier ministre Ministre des Finances                                |           | Wim Kok                                                                                          | PvdA  |
| Ministre des Affaires étrangères                                           |           | Hans van den Broek (jusqu'au 02/01/1993) Pieter Kooijmans                                        | CDA   |
| Ministre de la Coopération pour le développement                           |           | Jan Pronk                                                                                        | PvdA  |
| Ministre de la Justice Ministre pour les Antilles néerlandaises et Aruba   |           | Ernst Hirsch Ballin                                                                              | CDA   |
| Ministre des Affaires intérieures                                          |           | Ien Dales (jusqu'au 10/01/1994)                                                                  | PvdA  |
| Ministre des Affaires intérieures                                          |           | Intérim de Ernst Hirsch Ballin                                                                   | CDA   |
| Ministre des Affaires intérieures                                          |           | Ed van Thijn (à partir du 18/01/1994)                                                            | PvdA  |
| Ministre de l'Éducation et de la Science                                   |           | Jo Ritzen                                                                                        | PvdA  |
| Ministre de la Défense                                                     |           | Relus ter Beek                                                                                   | PvdA  |
| Ministre du Logement, de l'Aménagement du territoire et de l'Environnement |           | Hans Alders                                                                                      | PvdA  |
| Ministre des Transports et des Eaux                                        |           | Hanja Maij-Weggen                                                                                | CDA   |
| Ministre des Affaires économiques                                          |           | Koos Andriessen                                                                                  | CDA   |
| Ministre de l'Agriculture, de la Nature et de la Pêche                     |           | Gerrit Braks (jusqu'au 19/09/1990) Intérim de Bert de Vries Piet Bukman (à partir du 28/09/1990) | CDA   |
| Ministre des Affaires sociales et de l'Emploi                              |           | Bert de Vries                                                                                    | CDA   |
| Ministre du Bien-être, de la Santé et de la Culture                        |           | Hedy d'Ancona                                                                                    | PvdA  |

### Remaniement du 27 mai 1994
- Les nouveaux ministres sont indiqués en gras, ceux ayant changé d'attribution en italique.

| Poste                                                                                              | Titulaire | Titulaire               | Parti |
| -------------------------------------------------------------------------------------------------- | --------- | ----------------------- | ----- |
| Premier ministre Ministre des Affaires générales Ministre pour les Antilles néerlandaises et Aruba |           | Ruud Lubbers            | CDA   |
| Vice-Premier ministre Ministre des Finances                                                        |           | Wim Kok                 | PvdA  |
| Ministre des Affaires étrangères                                                                   |           | Pieter Kooijmans        | CDA   |
| Ministre de la Coopération pour le développement                                                   |           | Jan Pronk               | PvdA  |
| Ministre de la Justice                                                                             |           | Aad Kosto               | PvdA  |
| Ministre des Affaires intérieures                                                                  |           | Dieuwke de Graaff-Nauta | CDA   |
| Ministre de l'Éducation et de la Science                                                           |           | Jo Ritzen               | PvdA  |
| Ministre de la Défense                                                                             |           | Relus ter Beek          | PvdA  |
| Ministre du Logement, de l'Aménagement du territoire et de l'Environnement                         |           | Hans Alders             | PvdA  |
| Ministre des Transports et des Eaux                                                                |           | Hanja Maij-Weggen       | CDA   |
| Ministre de l'Économie                                                                             |           | Koos Andriessen         | CDA   |
| Ministre de l'Agriculture, de la Nature et de la Pêche                                             |           | Piet Bukman             | CDA   |
| Ministre des Affaires sociales et de l'Emploi                                                      |           | Bert de Vries           | CDA   |
| Ministre du Bien-être, de la Santé et de la Culture                                                |           | Hedy d'Ancona           | PvdA  |

### Remaniement du 16 juillet 1994
- Les nouveaux ministres sont indiqués en gras, ceux ayant changé d'attribution en italique.

| Poste                                                                                              | Titulaire | Titulaire               | Parti |
| -------------------------------------------------------------------------------------------------- | --------- | ----------------------- | ----- |
| Premier ministre Ministre des Affaires générales Ministre pour les Antilles néerlandaises et Aruba |           | Ruud Lubbers            | CDA   |
| Vice-Premier ministre Ministre des Finances                                                        |           | Wim Kok                 | PvdA  |
| Ministre des Affaires étrangères                                                                   |           | Pieter Kooijmans        | CDA   |
| Ministre de la Coopération pour le développement                                                   |           | Jan Pronk               | PvdA  |
| Ministre de la Justice                                                                             |           | Aad Kosto               | PvdA  |
| Ministre des Affaires intérieures                                                                  |           | Dieuwke de Graaff-Nauta | CDA   |
| Ministre de l'Éducation et de la Science Ministre du Bien-être, de la Santé et de la Culture       |           | Jo Ritzen               | PvdA  |
| Ministre de la Défense                                                                             |           | Relus ter Beek          | PvdA  |
| Ministre du Logement, de l'Aménagement du territoire et de l'Environnement                         |           | Hans Alders             | PvdA  |
| Ministre de l'Économie Ministre des Transports et des Eaux                                         |           | Koos Andriessen         | CDA   |
| Ministre de l'Agriculture, de la Nature et de la Pêche                                             |           | Piet Bukman             | CDA   |
| Ministre des Affaires sociales et de l'Emploi                                                      |           | Bert de Vries           | CDA   |